# Christine Keshen
Christine Keshen (n. 6 februarie 1978, Invermere, British Columbia, British Columbia, Canada) este o jucătoare de curl ce a reprezentat Canada, medaliată olimpică. A participat la o ediție a Jocurilor Olimpice (2006) în care a câștigat o medalie de bronz.

## Participări
Lista de mai jos prezintă principalele competiții la care a participat Christine Keshen de-a lungul carierei.
- Curling ai XX Giochi olimpici invernali[*]